# سوهو اینک
سوهو اینک (انگلیسی: Sohu) شرکت فناوری اطلاعات چینی است، که در سال ۱۹۹۶ تأسیس شد.